# محوطه قلیان
محوطه قلیان مربوط به سده‌های ۶ تا ۸ ه‍.ق است و در شهرستان الیگودرز، بخش بشارت، دهستان پیشکوه ذلقی، ۱ کیلومتری جنوب شرقی روستای قلیان واقع شده و این اثر در تاریخ ۱۸ اسفند ۱۳۸۷ با شمارهٔ ثبت ۲۵۲۵۲ به‌عنوان یکی از آثار ملی ایران به ثبت رسیده است.